# Urtin Duu
Urtin duu (mongolisch Уртын дуу, urtyn duu, „langes Lied“, chinesisch 长调, Pinyin Chang diao) ist ein mongolischer Gesangsstil mit Begleitung einer Pferdekopfgeige morin chuur oder einer Querflöte limbe. Das Urtin duu ist durch langsame, unbestimmte Rhythmen mit großen Intervallen gekennzeichnet. Die Lieder bestehen aus separaten Strophen ohne Refrain. Der Gesang sollte nicht durch Atempausen unterbrochen werden. Urtin Duu wird bei festlichen Anlässen oder zyklischen Jahreszeremonion vorgetragen, wobei bestimmte Vortragsregeln beachtet werden müssen. Die Nomaden singen aber auch ohne besonderen Anlass, wenn sie in der Steppe unterwegs sind. Das Urtin duu ist ein Dialog mit der weiten Steppe. Es ist seit der Zeit der großen Khane im 13. Jahrhundert nachgewiesen.
Man unterscheidet drei Formen:
- das ausgedehnte Urtin duu: es besitzt lange fließende Melodielinien mit falsettierten Passagen
- das gewöhnliche Urtin duu: es hat keine falsettierten Passagen und ist leichter zu singen
- das kurze Urtin duu: es besteht aus Kehrreimen und Kurzversen und hat eine sprunghaft wechselnde Melodie.

Im Jahre 2005 wurde das Urtin duu von der UNESCO als Weltkulturerbe eingestuft und 2008 in die Repräsentative Liste des immateriellen Kulturerbes der Menschheit aufgenommen.
Ein Urtin duu wird auch, von einer morin chuur oder einer Querflöte limbe begleitet, in einem Besänftigungsritual gesungen, wenn eine Kamelstute ihr Neugeborenes ablehnt. Dies wird in dem Film Die Geschichte vom weinenden Kamel aus dem Jahr 2003 gezeigt. Urtin duu steht ferner im Mittelpunkt des 2018 gedrehten Films Chang diao.